# Малаев, Ильяс Эфраимович
Ильяс Эфраимович Малаев (узб. Ilyos Mallayev / Илёс Маллаев; 1936, Мары, Туркменская ССР, СССР — 2008, Нью-Йорк, США) — советский и узбекский поэт, композитор, драматург. Заслуженный артист Узбекской ССР.

## Биография
Ильяс Малаев родился в 1936 в городе Мары Туркменской ССР (СССР) в религиозной семье бухарских евреев Эфраима и Елизаветы Малаевых. Был третьим ребёнком в семье.
В юные годы с семьёй приехал в город Каттакурган, где начал учиться народной и традиционной музыке Узбекистана, особенно шашмакому.
В 1951 году уехал в Ташкент и выступал с ансамблем народной артистки СССР Тамары Ханум, а также с другими узбекскими, таджикскими и бухарско-еврейскими артистами.
В 1992 году, после распада СССР, семья Малаевых покинула Узбекистан и приехала жить в Нью-Йорк (США), поселившись в районе Куинс.
Находясь в США, Малаев написал две книги. Обе они содержат стихотворения на узбекском, таджикском и бухарско-еврейском языках, которые он не имел возможности напечатать при советской власти в Узбекской ССР. Первая из них «Ширу шакар» («Молоко и сахар») — была издана в 1994 году, вторая «Садои Дил/Калб Садоси/Девон» («Голос сердца / Девон») — в 1999 году.
Говорил и писал на многих языках: русском, армянском, персидском, азербайджанском, узбекском, таджикском, и на родном бухарско-еврейском языке.
Ильяс Малаев скончался в 2008 году от тяжёлой болезни и был похоронен на еврейском кладбище Маунт-Кармел в Нью-Йорке.

## Семья
- Был женат на Любови (Мухаббат) Шамаевой, народной артистке Узбекской ССР.
- У них родились трое детей: Радж, Наргиз и Виолетта.